# William E. Heinecke
William Ellwood Heinecke est un homme d'affaires à succès en Thaïlande. 
Il est le président directeur général de « Minor Corporation », « Minor International » et « Minor Food Group ».

## Biographie
Né en 1949, Heinecke s'installe à Bangkok en 1963 avec sa famille, après avoir vécu au Japon, à Hong Kong et en Malaisie. Son père a servi pendant 25 ans dans l'armée américaine, durant deux guerres, et a ensuite rejoint le service diplomatique. Sa mère travaillait comme correspondante en Asie pour le magazine Time. Heinecke devient étudiant à l'École internationale(en) et montre dès son jeune âge un intérêt pour le métier d'entrepreneur.
Il obtient en 1991 la citoyenneté thaïlandaise.
Il possède l'une des plus grosses fortunes de Thaïlande.

## Décorations
- Officier de l'ordre du Ouissam Alaouite[2] (2016).